# 美野里町
美野里町（みのりまち）は、かつて茨城県にあった町である。2006年3月27日に東茨城郡小川町、新治郡玉里村と合併し小美玉市となった。

## 地理
茨城県中部に位置する。
- 河川：園部川、巴川、黒川、花野井川、
- 湖沼：八幡池、遠州池、大正地池、上池、池花池、手堤池

### 隣接していた自治体
- 石岡市
- 笠間市
- 東茨城郡小川町
- 東茨城郡茨城町

## 歴史

### 沿革
- 1871年 - 廃藩置県により，美野里町域は6県（水戸県，松川県，若森県，石岡県，麻生県，宍戸県）に属する。
- 1889年（明治22年）4月1日 - 町村制施行に伴い、堅倉村・竹原村がそれぞれ発足。
- 1895年（明治28年）12月1日 - 羽鳥駅が開業。
- 1956年（昭和31年）8月1日 - 堅倉村・竹原村が合併して竹原堅倉村（たけはらかたくらむら）が発足。
  - 竹原堅倉村は即日改称して美野里村となる。
- 1959年（昭和34年）4月1日 - 美野里村が町制施行して美野里町となる。
- 1982年（昭和57年）4月1日 - 国道355号（石岡市 - 笠間市）が制定。
- 2006年（平成18年）3月27日 - 小川町・玉里村と合併して小美玉市が発足。美野里町は消滅。

### 行政区域変遷
- 変遷の年表

| 美野里町町域の変遷（年表） | 美野里町町域の変遷（年表） | 美野里町町域の変遷（年表） |
| 年                         | 月日                       | 旧美野里町町域に関連する行政区域変遷 |
| -------------------------- | -------------------------- | --- |
| 1889年（明治22年）         | 4月1日                     | 町村制施行に伴い、以下の村がそれぞれ発足。 - 堅倉村 ← 堅倉村・三箇村・鶴田村・柴高村・小岩戸村・張星村・部室村・西郷地村・羽刈新田・江戸新田・納場新田・ 寺崎新田・高田新田・手堤新田・大笹新田・橋場美新田・先後新田 - 竹原村 ← 竹原村・竹原中郷村・竹原下郷村・上馬場村・羽鳥村・大谷村・小曽納村・中台村・花野井村・中野谷村 |
| 1956年（昭和31年）         | 8月1日                     | 堅倉村・竹原村が合併して竹原堅倉村が発足。 - 竹原堅倉村は即日改称して美野里村となる。 |
| 1959年（昭和34年）         | 4月1日                     | 美野里村が町制施行して美野里町となる。 |
| 2006年（平成18年）         | 3月27日                    | 美野里町は小川町・玉里村とともに合併して小美玉市が発足。美野里町は消滅。 |

- 変遷表

| 美野里町町域の変遷 | 美野里町町域の変遷 | 美野里町町域の変遷  | 美野里町町域の変遷 | 美野里町町域の変遷  | 美野里町町域の変遷      | 美野里町町域の変遷  | 美野里町町域の変遷       | 美野里町町域の変遷 |
| 1868年 以前        | 1868年 以前        | 明治元年 - 明治22年 | 明治22年 4月1日    | 明治22年 - 昭和19年 | 昭和20年 - 昭和64年     | 昭和20年 - 昭和64年 | 平成元年 - 現在          | 現在               |
| ------------------ | ------------------ | ------------------- | ------------------ | ------------------- | ----------------------- | ------------------- | ------------------------ | ------------------ |
|                    | 堅倉村             | 堅倉村              | 堅倉村             | 堅倉村              | 昭和31年8月1日 美野里町 | 昭和34年4月1日 町制 | 平成18年3月27日 小美玉市 | 小美玉市           |
|                    | 三箇村             |                     | 堅倉村             | 堅倉村              | 昭和31年8月1日 美野里町 | 昭和34年4月1日 町制 | 平成18年3月27日 小美玉市 | 小美玉市           |
|                    | 鶴田村             |                     | 堅倉村             | 堅倉村              | 昭和31年8月1日 美野里町 | 昭和34年4月1日 町制 | 平成18年3月27日 小美玉市 | 小美玉市           |
|                    | 柴高村             |                     | 堅倉村             | 堅倉村              | 昭和31年8月1日 美野里町 | 昭和34年4月1日 町制 | 平成18年3月27日 小美玉市 | 小美玉市           |
|                    | 小岩戸村           | 明治8年 小岩戸村    | 堅倉村             | 堅倉村              | 昭和31年8月1日 美野里町 | 昭和34年4月1日 町制 | 平成18年3月27日 小美玉市 | 小美玉市           |
|                    | 小岩戸村           | 寺崎新田            | 堅倉村             | 堅倉村              | 昭和31年8月1日 美野里町 | 昭和34年4月1日 町制 | 平成18年3月27日 小美玉市 | 小美玉市           |
|                    | 張星村             |                     | 堅倉村             | 堅倉村              | 昭和31年8月1日 美野里町 | 昭和34年4月1日 町制 | 平成18年3月27日 小美玉市 | 小美玉市           |
|                    | 西郷地村           |                     | 堅倉村             | 堅倉村              | 昭和31年8月1日 美野里町 | 昭和34年4月1日 町制 | 平成18年3月27日 小美玉市 | 小美玉市           |
|                    | 部室村             | 明治8年 部室村      | 堅倉村             | 堅倉村              | 昭和31年8月1日 美野里町 | 昭和34年4月1日 町制 | 平成18年3月27日 小美玉市 | 小美玉市           |
|                    | 部室村             | 江戸新田            | 堅倉村             | 堅倉村              | 昭和31年8月1日 美野里町 | 昭和34年4月1日 町制 | 平成18年3月27日 小美玉市 | 小美玉市           |
|                    | 部室村             | 納場新田            | 堅倉村             | 堅倉村              | 昭和31年8月1日 美野里町 | 昭和34年4月1日 町制 | 平成18年3月27日 小美玉市 | 小美玉市           |
|                    | 部室村             | 羽刈新田            | 堅倉村             | 堅倉村              | 昭和31年8月1日 美野里町 | 昭和34年4月1日 町制 | 平成18年3月27日 小美玉市 | 小美玉市           |
|                    | 下安居村 の一部    | 明治8年 高田新田    | 堅倉村             | 堅倉村              | 昭和31年8月1日 美野里町 | 昭和34年4月1日 町制 | 平成18年3月27日 小美玉市 | 小美玉市           |
|                    | 下安居村 の一部    | 明治8年 手堤新田    | 堅倉村             | 堅倉村              | 昭和31年8月1日 美野里町 | 昭和34年4月1日 町制 | 平成18年3月27日 小美玉市 | 小美玉市           |
|                    | 下押部村 の一部    | 明治8年 大笹新田    | 堅倉村             | 堅倉村              | 昭和31年8月1日 美野里町 | 昭和34年4月1日 町制 | 平成18年3月27日 小美玉市 | 小美玉市           |
|                    | 橋場美新田         |                     | 堅倉村             | 堅倉村              | 昭和31年8月1日 美野里町 | 昭和34年4月1日 町制 | 平成18年3月27日 小美玉市 | 小美玉市           |
|                    | 先後新田           |                     | 堅倉村             | 堅倉村              | 昭和31年8月1日 美野里町 | 昭和34年4月1日 町制 | 平成18年3月27日 小美玉市 | 小美玉市           |
|                    | 竹原村             | 竹原村              | 竹原村             | 竹原村              | 昭和31年8月1日 美野里町 | 昭和34年4月1日 町制 | 平成18年3月27日 小美玉市 | 小美玉市           |
|                    | 竹原中郷村         |                     | 竹原村             | 竹原村              | 昭和31年8月1日 美野里町 | 昭和34年4月1日 町制 | 平成18年3月27日 小美玉市 | 小美玉市           |
|                    | 竹原新田           | 明治11年 竹原下郷村 | 竹原村             | 竹原村              | 昭和31年8月1日 美野里町 | 昭和34年4月1日 町制 | 平成18年3月27日 小美玉市 | 小美玉市           |
|                    | 馬場村             | 明治8年 上馬場村    | 竹原村             | 竹原村              | 昭和31年8月1日 美野里町 | 昭和34年4月1日 町制 | 平成18年3月27日 小美玉市 | 小美玉市           |
|                    | 羽鳥村             |                     | 竹原村             | 竹原村              | 昭和31年8月1日 美野里町 | 昭和34年4月1日 町制 | 平成18年3月27日 小美玉市 | 小美玉市           |
|                    | 大谷村             |                     | 竹原村             | 竹原村              | 昭和31年8月1日 美野里町 | 昭和34年4月1日 町制 | 平成18年3月27日 小美玉市 | 小美玉市           |
|                    | 小曽納村           |                     | 竹原村             | 竹原村              | 昭和31年8月1日 美野里町 | 昭和34年4月1日 町制 | 平成18年3月27日 小美玉市 | 小美玉市           |
|                    | 中台村             |                     | 竹原村             | 竹原村              | 昭和31年8月1日 美野里町 | 昭和34年4月1日 町制 | 平成18年3月27日 小美玉市 | 小美玉市           |
|                    | 花野井村           |                     | 竹原村             | 竹原村              | 昭和31年8月1日 美野里町 | 昭和34年4月1日 町制 | 平成18年3月27日 小美玉市 | 小美玉市           |
|                    | 中野谷村           |                     | 竹原村             | 竹原村              | 昭和31年8月1日 美野里町 | 昭和34年4月1日 町制 | 平成18年3月27日 小美玉市 | 小美玉市           |

## 行政

### 歴代町長
- 滑川清
- 島田長衛 - 任期中に死去，美野里中学校で町葬が行われた。
- 外之内光男
- 島田譲一（現小美玉市長）

### 歴代助役
- 島田長衛
- 原田啓次郎
- 島田長衛
- 外之内光男
- 大貫規良
- 篠原新
- 田波平二
- 大枝隆

### 出張所
- 羽鳥出張所
- 四季の里出張所

## 姉妹都市・提携都市
海外

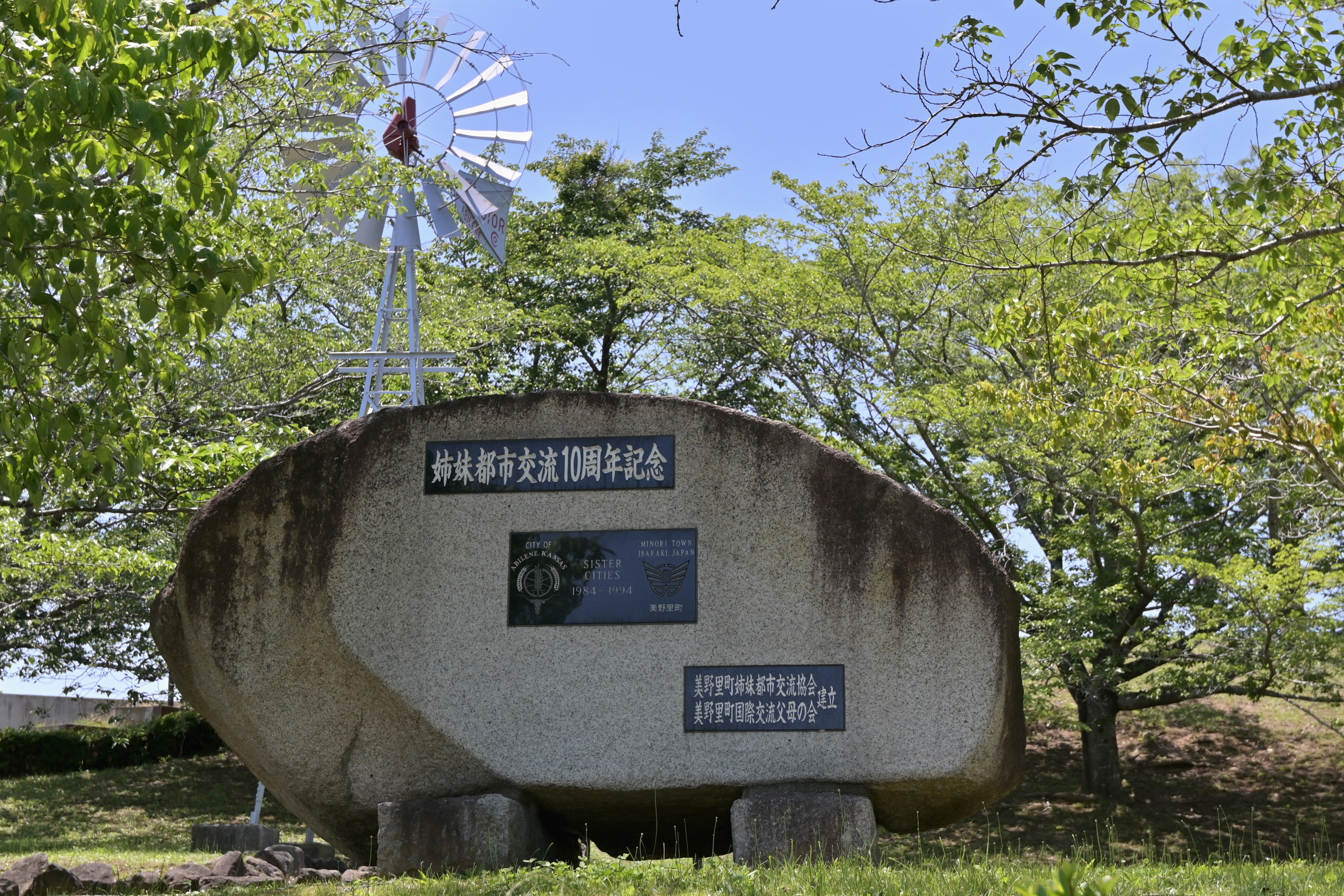
アメリカ合衆国カンザス州アビリン市との姉妹都市交流10周年記念碑（希望が丘公園）

- アビリン市（アメリカ合衆国 カンザス州） - 1984年10月3日姉妹都市提携。

## 教育
高等学校
- 茨城県立中央高等学校

中学校
- 美野里町立美野里中学校

小学校
- 美野里町立竹原小学校
- 美野里町立羽鳥小学校
- 美野里町立堅倉小学校
- 美野里町立納場小学校

幼稚園
- 美野里町立納場幼稚園
- 美野里町立堅倉幼稚園
- 美野里町立竹原幼稚園
- 美野里町立羽鳥幼稚園
- 美野里幼稚園

## 交通

### 鉄道
- 東日本旅客鉄道
  - ■常磐線
    - 羽鳥駅

### 道路
高速道路
- 常磐自動車道
  - 美野里パーキングエリア

一般国道
- 国道6号
- 国道355号

主要地方道
- 茨城県道52号石岡城里線
- 茨城県道59号玉里水戸線

一般県道
- 茨城県道145号上吉影岩間線
- 茨城県道278号竹ノ内羽鳥停車場線
- 茨城県道279号羽鳥停車場江戸線

## 名所・旧跡・観光スポット・祭事・催事
- 希望ヶ丘公園
- 堅倉ばやし
- 古墳群